# Abadía de Saint-Cyran-en-Brenne
La abadía de Saint-Cyran-en-Brenne, también llamada desde 1975 abadía de Saint-Michel-en-Brenne, es una abadía ubicada en la localidad de Saint-Michel-en-Brenne en el departamento de Indre, antes provincia de Berry.

## Historia
Sigiramnio, que más tarde se convertiría en san Cyran, fundó el monasterio de Longoret hacia el año 632 en un terreno cedido a tal efecto por el rey Dagoberto I, a quien frecuentaba para disfrutar de uno de sus placeres favoritos, la caza. El monasterio original se convirtió más tarde en una abadía de fundación real que lleva el nombre de su fundador: la Abadía de Saint-Cyran-en-Brenne, con una abadía original que data del siglo XI, destruida durante la Revolución Francesa, y que se había construido en el mismo modelo que la iglesia de Méobecq.
Posteriormente vivieron en esta abadía otros dos santos canonizados: San Baronto, monje del siglo VII y autor de la visión de Baronto y San Didier.
En el siglo XVII, la abadía marcó su época por el hecho de que uno de sus abades, Jean Duvergier de Hauranne, llamado Saint-Cyran, introdujera el jansenismo en Francia, un movimiento que llevaba consigo la impugnación de ciertas doctrinas religiosas oficiales y de poder. Hogar del jansenismo, opuesto a los jesuitas y caído en desgracia con el Cardenal Richelieu, fue encarcelado. La abadía de Saint-Cyran-en-Brenne sufrió un destino comparable al de su famoso abad, casi epónimo: fue abolida oficialmente en 1712. Destruida por orden del arzobispo de Bourges, los monjes fueron dispersados y los muebles vendidos en subasta en 1739. Fue vendido como propiedad nacional en 1790. De la ilustre abadía en sí, sólo queda un edificio llamado Chambre des d'hôtes (del siglo XV), pero las dependencias (graneros, establos, molinos).
Tenía reliquias de san Cirán, san Génitour, san Sylvain de Levroux y san Fructuoso de Tarragona, encerradas en un relicario de bronce dorado ofrecido, en 1860, por la Emperatriz Eugenia de Montijo.
Unas décadas más tarde, los Moulins de Paris la compraron y luego la convirtieron en una casa de vacaciones para sus empleados.
En la década de 1930, la abadía se convirtió en una cría variada, principalmente de perros de caza.

## La Abadía
En junio de 1975, la abadía de Saint-Cyran-en-Brenne fue adquirida por la hermana del arzobispo Marcel Lefebvre, quien luego la rebautizó como abadía de Saint-Michel. Esta se convirtió en la casa madre de las Hermanas de la Fraternidad de San Pío X. El 8 de septiembre de 1977 se incorporaron al grupo inicial las primeras postulantes.
Un registro realizado el 21 de mayo de 1989 en la abadía permitió a una cuarentena de gendarmes apoderarse del equipaje del miliciano pronazi Paul Touvier, buscado por la justicia francesa desde el fin de la Segunda Guerra Mundial y que lo condenó en 1994 por crímenes de lesa humanidad, quien se encontraba en fuga y protegido por las hermanas de la abadía de Saint-Michel-en-Brenne.
En marzo de 2017, las hermanas obtuvieron el permiso de construcción necesario para la construcción de una nueva abadía dedicada a Saint Cyran; las obras comenzaron de inmediato y su consagración tuvo lugar el 31 de octubre de 2020. La iglesia está consagrada con el nombre de San Cirán. En cuanto a las reliquias insertadas en el altar, son las de San Pedro y San Pablo, apóstoles, las de San Benito, abad, y de Santa Filomena, virgen y mártir. Asimismo, se erigirá un edificio en forma de T, principalmente de servicio como dormitorio, y conectará la nueva iglesia con el resto de la abadía, que está rodeada por un canal y un estanque.
El 18 de mayo de 2021 se llevó a cabo una nueva búsqueda en la abadía tras testimonios que indicaban la presencia del presunto asesino Xavier Dupont-de-Ligonnès.